# Temelucha monoensis
Temelucha monoensis är en stekelart som beskrevs av Dasch 1979. Temelucha monoensis ingår i släktet Temelucha och familjen brokparasitsteklar. Inga underarter finns listade i Catalogue of Life.